# Wubbo Ockels
Wubbo Ockels (ur. 28 marca 1946 w Almelo, zm. 18 maja 2014 w Amsterdamie) – holenderski fizyk i astronauta, pierwszy Holender w kosmosie.

## Życiorys
W 1973 ukończył studia fizyczne i matematyczne na Uniwersytecie w Groningen, gdzie w 1978 uzyskał doktorat, pracował w Instytucie Akceleratora Fizyki Jądrowej w Groningen. 18 maja 1978 został wybrany przez Europejską Agencję Kosmiczną kandydatem na astronautę wraz z Ulfem Merboldem i Claude’m Nicollierem, od maja 1980 do sierpnia 1981 przechodził podstawowe szkolenie astronautyczne w Centrum Lotów Kosmicznych imienia Lyndona B. Johnsona w Houston w Teksasie. Później był specjalistą ładunku w składzie rezerwowej załogi podczas pierwszej misji Europejskiej Agencji Kosmicznej (od 28 listopada do 8 grudnia 1983). Jako specjalista ładunku uczestniczył w misji STS-61-A od 30 października do 6 listopada 1985 trwającej 7 dni i 44 minuty. Po powrocie, w 1986 został skierowany do pracy w Europejskim Centrum Badań i Technologii Kosmicznej w Noordwijk, gdzie do 1996 pracował przy projektach załogowych lotów kosmicznych, był również zaangażowany w program Columbus, europejski projekt budowy modułu badawczego dla Międzynarodowej Stacji Kosmicznej. W 1992 został wykładowcą, a w 2003 profesorem zwyczajnym Uniwersytetu Technicznego w Delfcie.
Stowarzyszenie Uczestników Lotów Kosmicznych (Association of Space Explorers) przyznało mu pośmiertnie Universal Astronaut Insignia za lot orbitalny (nr 190).